# No Limit (film, 1931)
Pour les articles homonymes, voir No Limit.
Pour plus de détails, voir Fiche technique et Distribution.
No Limit est un film américain de Frank Tuttle, sorti en 1931.

## Fiche technique
- Titre original : No Limit
- Réalisation : Frank Tuttle
- Scénario : Salisbury Field, Viola Brothers Shore d'après une histoire de George Marion Jr.
- Production : B. P. Schulberg
- Directeur de la photographie : Victor Milner
- Montage : Tay Malarkey
- Société de production et de distribution : Paramount Pictures
- Pays : américain
- Langue : anglais
- Genre : Comédie dramatique
- Format : Noir et blanc - 35 mm - 1,20:1 - Son : mono
- Durée : 72 minutes
- Date de sortie : États-Unis : 16 janvier 1931

## Distribution
- Clara Bow : Helen 'Bunny' O'Day
- Norman Foster : Douglas Thayer
- Stuart Erwin : Ole Olson
- Dixie Lee : Dotty 'Dodo' Potter
- Harry Green : Maxie Mindil
- Thelma Todd : Betty Royce
- Kenne Duncan : Curly Andrews
- Mischa Auer : Romeo
- Maurice Black : Happy
- G. Pat Collins : Charlie
- William B. Davidson : Wilkie
- Paul Nicholson : Armstrong
- Frank Hagney : Battling Hannon

Distribution non créditée
- Allan Cavan
- Robert Greig : Portier
- Perry Ivins : Homme papillon
- William H. O'Brien : George, majordome
- Lee Phelps
- Syd Saylor : Reporter